# Destroyer (revista)
Destroyer foi uma revista gay dedicada à beleza juvenil masculina, publicada entre 2006 e 2010 na República Checa pelo sueco Karl Andersson.
Ao contrário da maioria de revistas gays, Destroyer focou-se exclusivamente nas crianças e os adolescentes. Com um design semelhante ao de revistas como Playboy, continha fotografias, ensaios, entrevistas, resenhas, reportagens, artigos sobre cultura e relatos.

## Críticas
O Presidente da federação Sueca LGBT acusou Karl Andersson de "difamar os gays", ao passo que instituições de proteção à criança acusaram a revista de "sexualização" infantil.